# The Blue Room (EP)
The Blue Room fou el tercer EP llançat per la banda anglesa Coldplay, i el primer treball publicat després d'haver signat amb la discogràfica Parlophone.
Inicialment només es van editar 5000 còpies, però el 2001 es van rellançar i estigué fàcilment disponibles. Entre les cançons destaquen la versió "Don't Panic" i "High Speed" que posteriorment foren incloses en el seu àlbum de debut, tot i que la primera era una versió diferent de la inclosa en l'àlbum. La portada de l'EP es va extreure de la revista National Geographic.

## Llista de cançons
| Núm.          | Títol             | Durada |
| ------------- | ----------------- | ------ |
| 1.            | «Bigger Stronger» | 4:49   |
| 2.            | «Don't Panic»     | 2:38   |
| 3.            | «See You Soon»    | 2:51   |
| 4.            | «High Speed»      | 4:16   |
| 5.            | «Such a Rush»     | 4:04   |
| Durada total: | Durada total:     | 19:31  |